# Buggingen
Buggingen – miejscowość i gmina w Niemczech, w kraju związkowym Badenia-Wirtembergia, w rejencji Fryburg, w regionie Südlicher Oberrhein, w powiecie Breisgau-Hochschwarzwald, wchodzi w skład związku gmin Müllheim-Badenweiler. Leży przy drodze krajowej B3.